# Ballot (bilmärke)
Établissements Ballot är en fransk motor- och biltillverkare som var verksam i Paris mellan 1905 och 1932.

## Historia

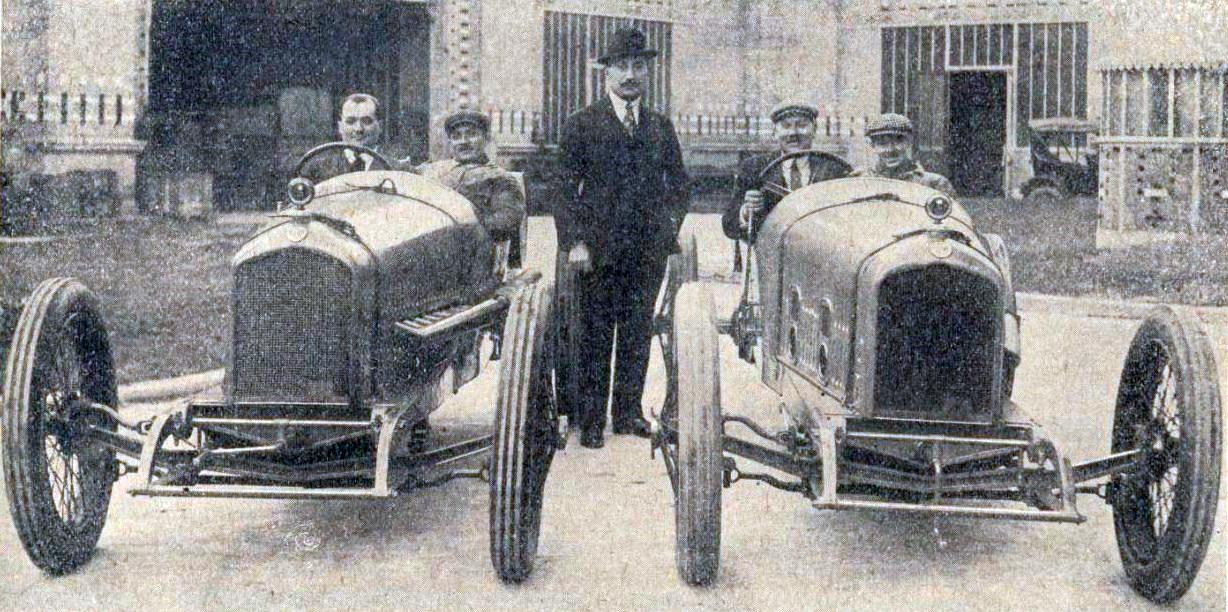
Édouard Ballot (i mitten) med sina tävlingsbilar vid Indianapolis 500 1919.

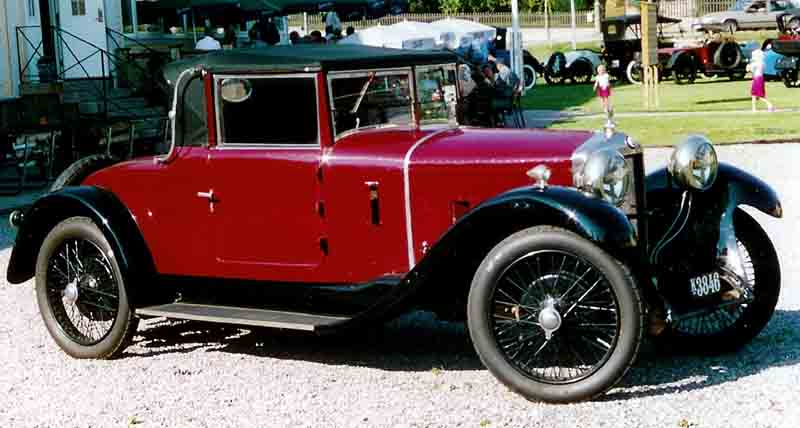
Ballot 2LTS 1925.

Bröderna Édouard och Maurice Ballot hade grundat sitt företag för att tillverka stationära motorer och båtmotorer. Snart började man även leverera motorer till biltillverkare som Delage.
Efter första världskriget började Ballot tillverka tävlingsbilar och deltog bland annat i Indianapolis 500 mellan 1919 och 1921. Största enskilda framgången blev vinsten i Italiens Grand Prix 1921.
Inför säsongen 1923 ändrades reglementet för Grand prix-racing och Ballot satsade då istället på att bygga personbilar. Första bilen hade en fyrcylindrig tvålitersmotor. Den följdes av den åttacylindriga trelitersmodellen RH. Under den stora depressionen drabbades Ballot av ekonomiska problem och 1931 köptes företaget upp av Hispano-Suiza. Ballots sista modell HS26 hade en sexcylindrig Hispano-Suiza-motor monterad i ett Ballot-chassi.